# Alenia Aermacchi
Alenia Aermacchi byla dceřiná společnost skupiny Finmeccanica (později Leonardo), působící v oblasti letecké výroby. Sídlila v italském Venegono Superiore (provincie Varese), s dalšími kancelářskými, vývojovými a výrobními provozy v Turíně a Pomigliano d'Arco v neapolské metropolitní oblasti. Od 1. ledna 2016 byly její aktivity reorganizovány do divizí Leonardo-Finmeccanica Aircraft a Aerostructures.

## Historie
Alenia Aeronautica vznikla v roce 1990 sloučením dvou dceřiných společností skupiny Finmeccanica působících na poli letecké a zbrojní výroby, Aeritalie a Selenie.
Alenia Aermacchi následně vznikla 1. ledna 2012 sloučením Alenia Aeronautica s dalšími dceřinými společnostmi skupiny Finmeccanica, firmami Aermacchi a Alenia SIA.

## Produkty
- Alenia C-27J Spartan
- Alenia Aermacchi M-311/M-345
- Alenia Aermacchi M-346 Master
- Alenia Aermacchi Sky-X
- Alenia Aermacchi Sky-Y
- Aermacchi AM.3

### Ve spolupráci
- AMX International AMX – spolu se společností Embraer
- ATR 42 a ATR 72 – s firmou Airbus
- F-35 Lightning II – s Lockheed Martin Aeronautics[3]
- Eurofighter Typhoon – spolu s Airbus Defence and Space a BAE Systems
- Panavia Tornado – s EADS a BAE Systems
- Suchoj Superjet 100 – se společností Suchoj
- Boeing 787 – se společností Boeing Commercial Airplanes